# Beaumont (Corrèze)
Beaumont – miejscowość i gmina we Francji, w regionie Nowa Akwitania, w departamencie Corrèze.
Według danych na rok 1990 gminę zamieszkiwały 134 osoby, a gęstość zaludnienia wynosiła 12 osób/km² (wśród 747 gmin Limousin Beaumont plasuje się na 485. miejscu pod względem liczby ludności, natomiast pod względem powierzchni na miejscu 534.).

## Populacja

Populacja Beaumont w latach 1962–2008